# Мантуляк Микола Васильович
Мантуляк Микола Васильович (26 червня 1889, Кам'янець-Подільський, Російська імперія — ?) — підполковник Армії УНР.

## Біографія
Народився у місті Кам'янець-Подільський.
Останнє звання у російській армії — капітан.
У 1917–1918 роках — командир сотні полку ім. І. Богуна військ Центральної Ради. У 1919 році — командир сотні Житомирської юнацької школи Дієвої Армії УНР. 16 травня 1919 року потрапив у польський полон у Луцьку 19 вересня 1919 року після повернення з полону був відправлений у розпорядження начальника Спільної юнацької школи Дієвої Армії УНР. 
У 1920 році — стройовий старшина Камянецької спільної юнацької школи. У 1921 році служив у 1-й Запорізькій дивізії Армії УНР. 
Під час Визвольних змагань втратив ліву руку. 
Подальша доля невідома.